# Пушкин, Сергей Борисович
Сергей Борисович Пушкин (26 июля 1925, Москва — 9 июля 2015, там же) — советский и российский метролог, заслуженный метролог Российской Федерации, главный конструктор первых в Советском Союзе сверхточных квантовых (атомных) часов, автор более 150 научных трудов, праправнук А. С. Пушкина, правнук П. И. Мезенцова. Лауреат Государственной премии СССР (1983).

## Биография

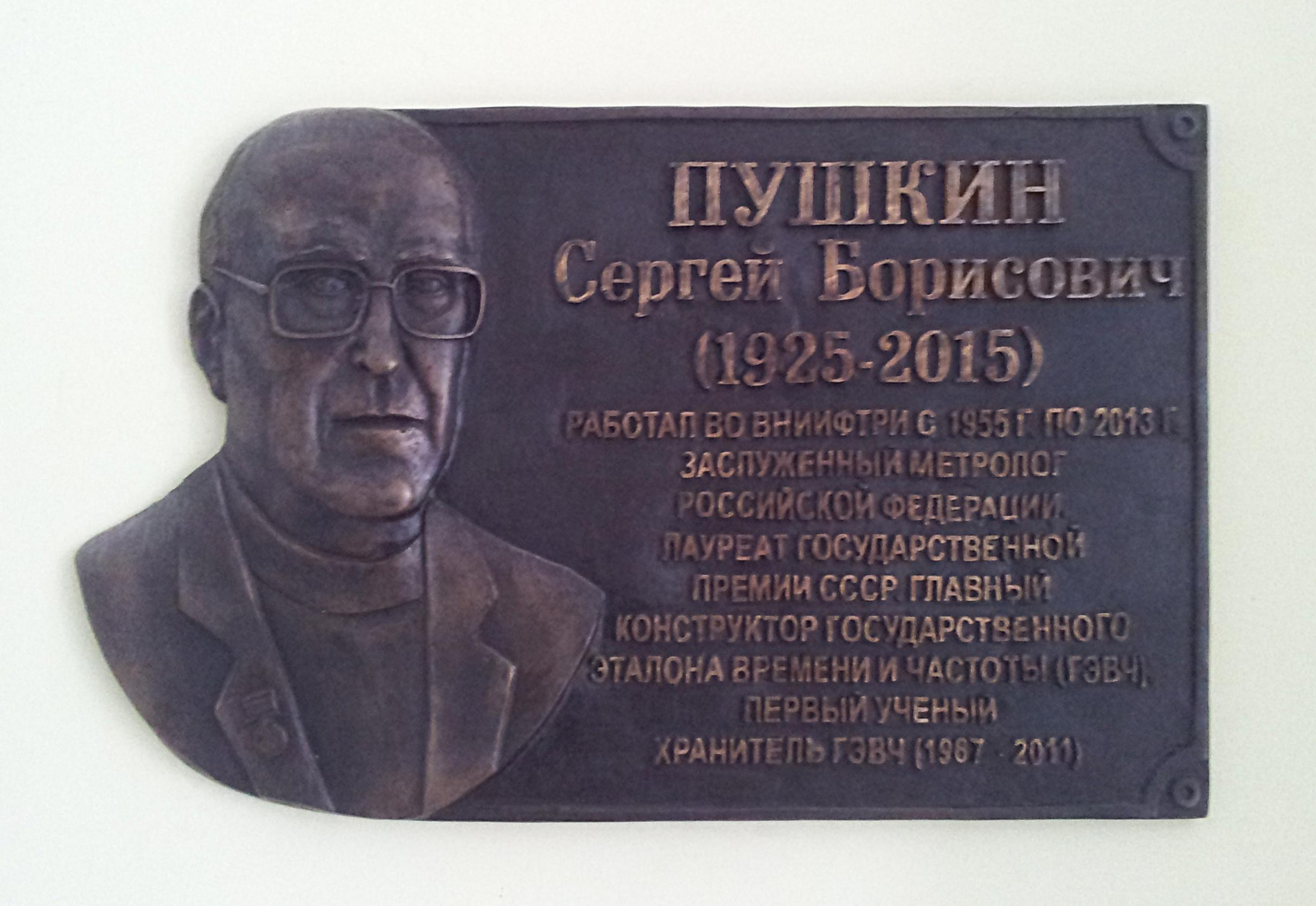
Мемориальная доска во ВНИИФТРИ

Отец — Геринг Борис Борисович, мать — Мезенцова Марина Сергеевна, правнучка А. С. Пушкина. Рано потеряв мать, вместе с младшим братом Борисом воспитывался дедом Сергеем Петровичем Мезенцовым. После того, как тот был арестован, заботу о мальчиках взяла на себя сестра их бабушки бывшая фрейлина Анна Александровна Пушкина.
В 1943—1947 служил в армии. Механик-моторист, во время войны обслуживал самолеты — штурмовики «Ил-2» и истребители. По состоянию на 18 апреля 1946 г. в звании младшего сержанта служил в Новосибирском военно-авиационном училище летчиков в г. Славгород на должности авиамоториста и носил фамилию Геринг.
Окончил электрофизический факультет Всесоюзного заочного политехнического института.
С 1953 г. работал в ЦНИИ радиоизмерений: инженер, младший научный сотрудник, с 1955 старший научный сотрудник, начальник Лаборатории службы времени. Кандидат технических наук.
В 1980—1986 начальник Главного метрологического центра Государственной службы времени и частоты (ГМЦ ГСВЧ), с 1986 заместитель директора Института метрологии времени и пространства (ИМВП) ВНИИФТРИ. Главный конструктор по разработке и созданию государственного эталона времени и частоты.
С 1967 по 2011 годы — учёный хранитель государственного эталона времени и частоты.
Автор двух монографий.
Похоронен на Введенском кладбище (21 уч.).

## Награды, премии и звания
Лауреат Государственной премии СССР 1983 года «за создание и внедрение нового комплекса метрологических средств» (за создание сверхточных часов).
Награждён орденом Трудового Красного Знамени (1975), медалями СССР и ВДНХ.
Заслуженный метролог Российской Федерации (1996).

## Семья
- Брат — Борис (1926 — 2012)
- Жена Ольга Ильинична Пушкина (Заикина)
- Дочь — Марина (1950)
- Внучка — Анна (1974)

## Память
В 2018 г. в его память во ВНИИФТРИ установили мемориальную доску.  